# Лигурион
Лигу́рион (греч. Λυγούριον ή Λυγουριό ) — малый город в Греции. Находится на высоте 359 метров над уровнем моря на склоне гор Арахнеон, на восточном «пальце» полуострова Пелопоннеса, на полуострове Арголиде, в 74 километрах к юго-западу от Афин, в 11 километрах к юго-западу от Палеа-Эпидавроса и в 21 километре к северо-востоку от Нафплиона. Административный центр общины (дима) Эпидавроса в периферийной единице Арголиде в периферии Пелопоннес. Население 2482 жителя по переписи 2011 года.
По южной окраине города проходит национальная дорога 70 Аргос — Нафплион — Палеа-Эпидаврос.

## История
На месте Лигуриона находился древний город Лесса. По Павсанию в нём был храм Афины с деревянной статуей.

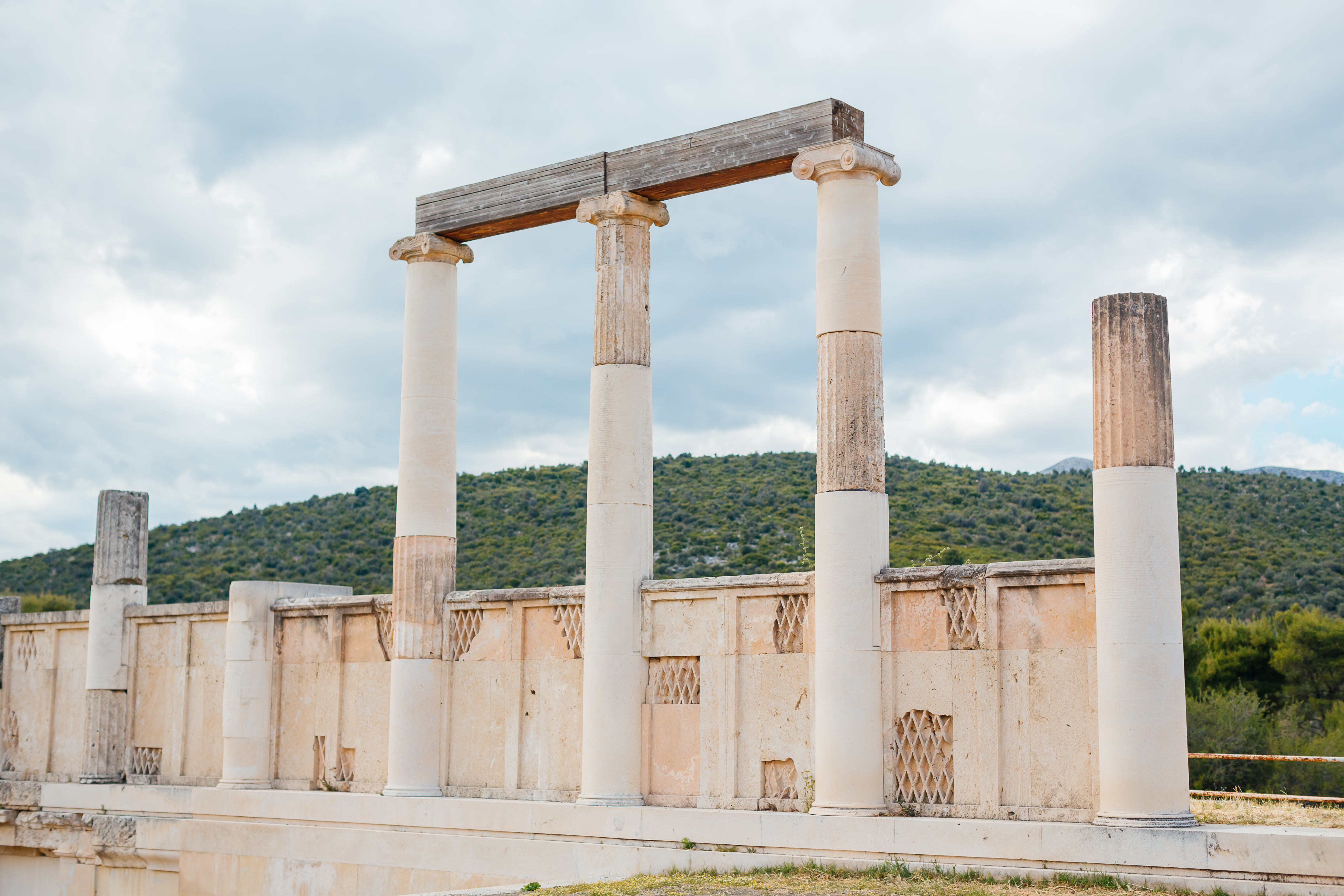
Асклепион в Эпидавре

На территории сообщества находится Асклепион в Эпидавре, поблизости — театр в Эпидавре. К северо-западу от города находятся руины пирамиды, одной из трех в Арголиде, упоминаемых Павсанием.
Лигурион впервые упоминается в XIV веке, но византийские церкви свидетельствуют о более раннем поселении. В городе и окрестностях находится двенадцать византийских церквей.

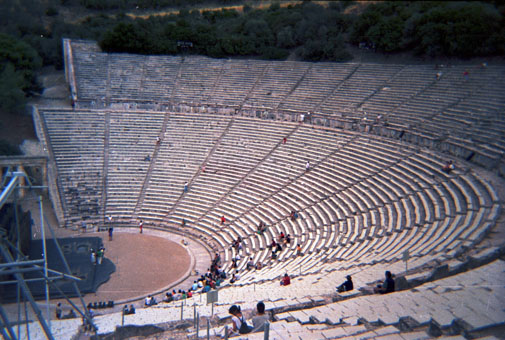
Театр в Эпидавре

В Лигурионе находится крупный Музей естественной истории Коциомитиса (Μουσείο Κωτσιομύτη Φυσικής Ιστορίας).

## Сообщество Асклипьио
В общинное сообщество Асклипьио входят 10 населённых пунктов. Население 2849 жителей по переписи 2011 года. Площадь 97,556 квадратного километра.
| Населённый пункт   | Население (2011), человек |
| ------------------ | ------------------------- |
| Айос-Андреас       | 62                        |
| Анастасопулейка    | 2                         |
| Асклипьио-Эпидавру | 19                        |
| Кокинадес          | 51                        |
| Лигурион           | 2482                      |
| Спилия             | 36                        |
| Стаматейка         | 5                         |
| Хани-Меркури       | 13                        |
| Хуталейка          | 48                        |
| Янулейка           | 131                       |

## Население
| Год  | Население, человек |
| ---- | ------------------ |
| 1991 | 2292               |
| 2001 | 2628               |
| 2011 | ↘ 2482             |